# Río Ichilo
El río Ichilo es un río amazónico boliviano que forma parte del curso alto del río Mamoré. El río discurre entre el departamento de Santa Cruz y el departamento de Cochabamba. La ciudad de Puerto Villarroel se encuentra a orillas del Ichilo.

## Geografía
El río Ichilo nace en la confluencia río Moyle y el río Alto Ichilo, aunque sigue aguas arribas con el nombre de Alto Ichilo hasta las estribaciones de la serranía de Racete, en la provincia Caballero del departamento de Santa Cruz. El río recorre una longitud de 370 km hasta confluir con las aguas del río Chapare, donde pasan a formar el río Mamorecillo, uno de los afluentes del curso alto del río Mamoré, la principal arteria fluvial de Bolivia.
Entre sus afluentes más importantes están los ríos Sajata, Víbora, Chimoré y Choré.
Su cuenca abarca las provincias de Caballero, Florida, Guarayos e Ichilo, en el departamento de Santa Cruz, y las de Campero, Carrasco  y Chapare en el departamento de Cochabamba.

## Flujo de agua
Desde su nacimiento hasta la desembocadura del Amazonas, todo el curso de agua tiene una longitud de 3.252 km. El propio Ichilo tiene 632 kilómetros de largo (incluyendo el largo del río Alto Ichilo) con una cuenca de captación de 15.660 km², el Mamoré tiene 1.170 kilómetros de largo y el río Madeira tiene 1.450 kilómetros de largo. El Ichilo alcanza su máxima profundidad debajo de la ciudad de Puerto Villarroel en el kilómetro 100 a 18,6 m, y su ancho máximo a 420 m en el kilómetro 75. El Ichilo es uno de los ríos más caudalosos de Bolivia.